# 100 phim hay nhất thế kỷ 21 theo BBC
Dưới đây là danh sách 100 bộ phim vĩ đại nhất của thế kỷ 21 được sưu tập bởi Tổng công ty phát thanh truyền hình Anh (BBC), được các nhà phê bình từ khắp nơi trên thế giới chọn qua một cuộc bầu cử. Nó được biên soạn bằng cách so sánh 10 bộ phim hàng đầu do các nhà phê bình đưa ra khi được hỏi về các cuốn phim hay nhất phát hành từ năm 2000.

## Tiêu chuẩn lựa chọn

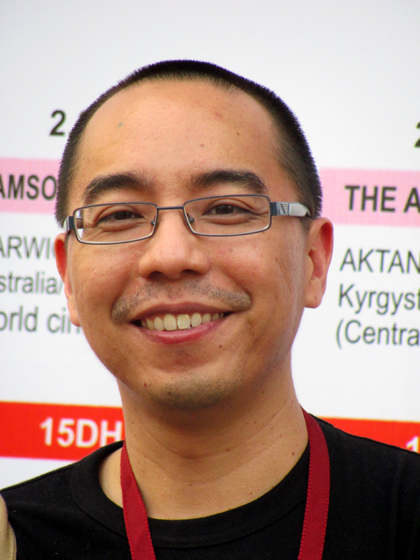
Apichatpong Weerasethakul

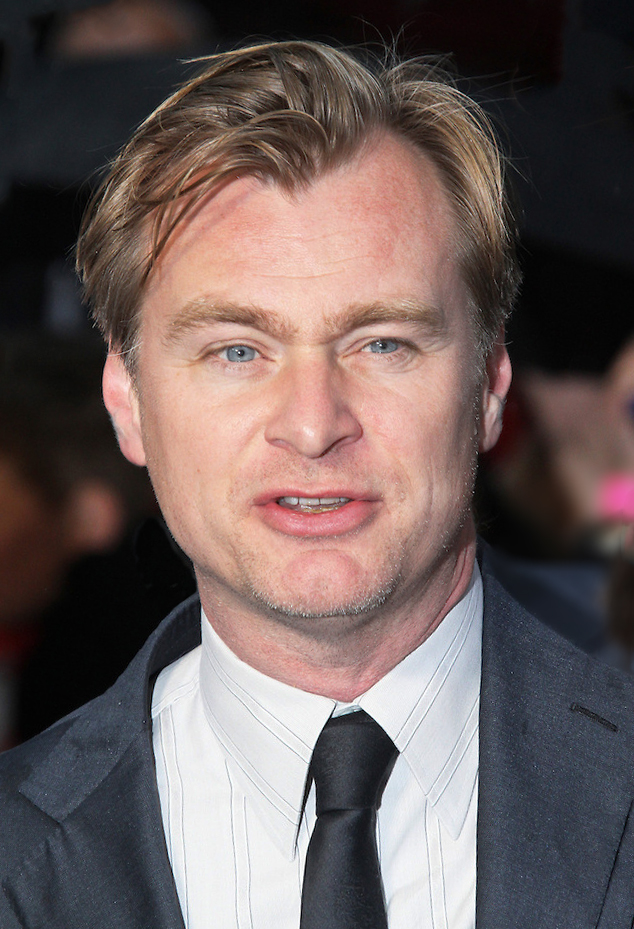
Christopher Nolan

Wes Anderson

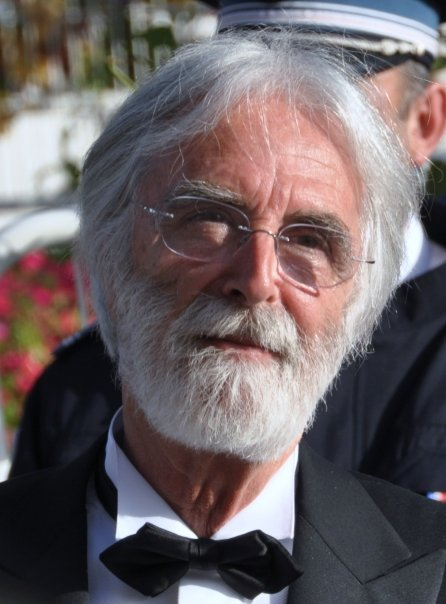
Michael Haneke

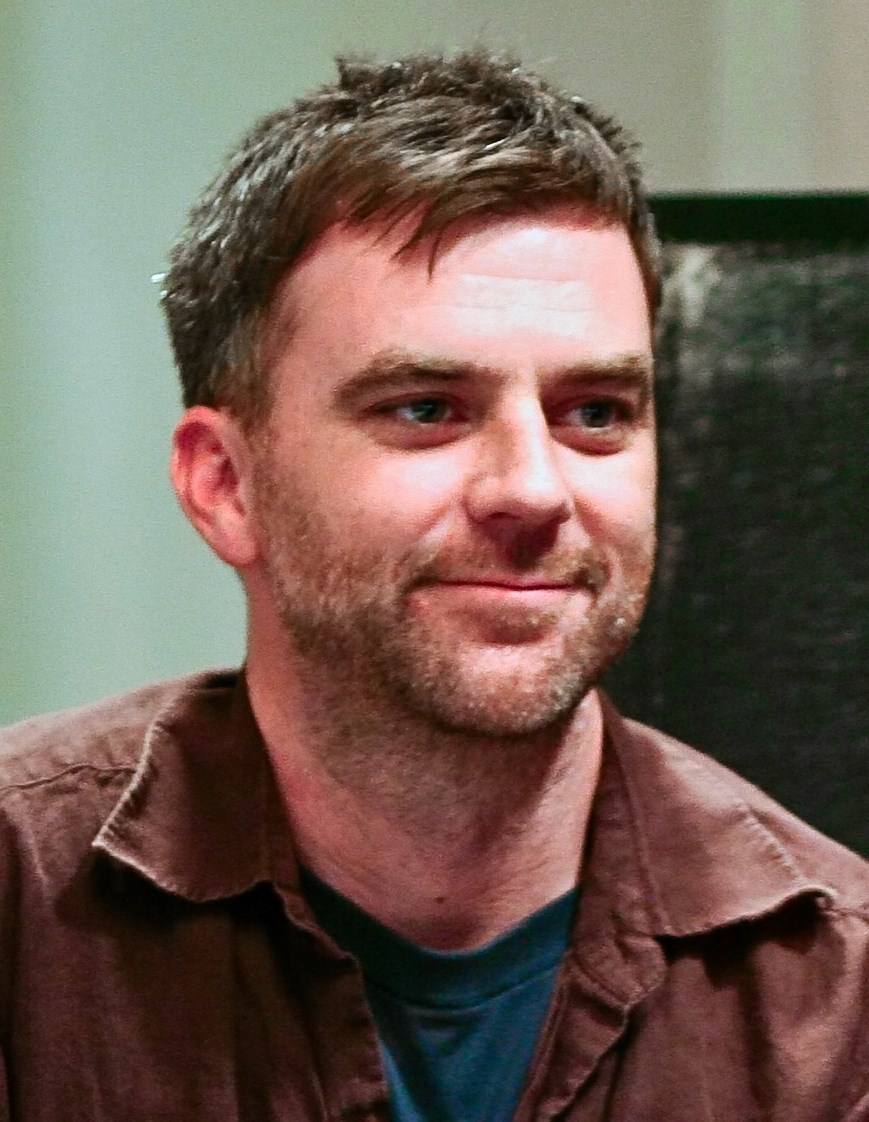
Paul Thomas Anderson

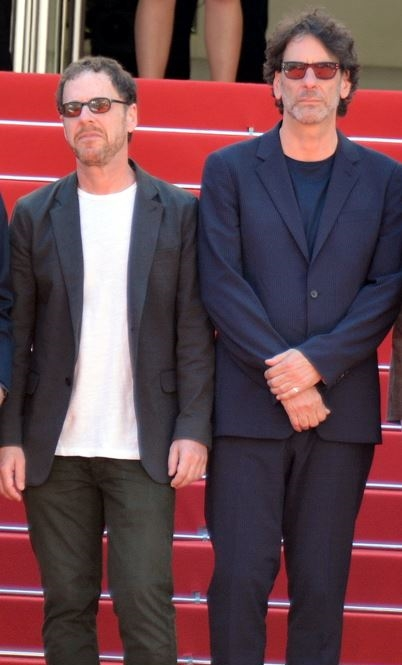
Coen brothers

Bộ phận văn hoá BBC yêu cầu 177 nhà phê bình điện ảnh từ khắp nơi trên thế giới gửi phản hồi của họ cho 10 cuốn phim mà họ cho là vĩ đại nhất. Thời gian phát hành giới hạn từ tháng 1 năm 2000 đến tháng 6 năm 2016 (khi các câu trả lời hoàn toàn được thu thập). Mỗi bộ phim được liệt kê trong những câu trả lời này được cho điểm theo thứ hạng của nó. Ví dụ, nếu một bộ phim mà đứng ở vị trí # 1 trong danh sách của một nhà phê bình, phim sẽ nhận được 10 điểm, trong khi phim xếp ở vị trí thứ 10 chỉ nhận được 1 điểm. Danh sách này nói cho chính xác có 102 tựa phim, do có sự đồng hạng giữa Carlos, Requiem for a Dream, và Toni Erdmann cho hạng thứ 100. Với mỗi người có ba phim, Apichatpong Weerasethakul, Christopher Nolan, Wes Anderson, Paul Thomas Anderson, Michael Haneke, và anh em nhà Coen là những người có nhiều bộ phim nhất trong danh sách.
Tổng cộng có 177 nhà phê bình từ 36 quốc gia tham gia cuộc thăm dò, với số lượng lớn nhất (81) từ Hoa Kỳ, tiếp theo là Vương quốc Anh. Trong số 177, 122 là nam, 55 là phụ nữ, và chủ yếu là các nhà phê bình phim báo/tạp chí, trang web, các viện nghiên cứu, và người phụ trách điện ảnh.

## Toàn danh sách
| No. | Tên                                                        | Director                         | Năm  |
| --- | ---------------------------------------------------------- | -------------------------------- | ---- |
| 1   | Mulholland Drive                                           | David Lynch                      | 2001 |
| 2   | Tâm trạng khi yêu                                          | Wong Kar-wai                     | 2000 |
| 3   | There Will Be Blood                                        | Paul Thomas Anderson             | 2007 |
| 4   | Spirited Away                                              | Hayao Miyazaki                   | 2001 |
| 5   | Thời thơ ấu (phim)                                         | Richard Linklater                | 2014 |
| 6   | Eternal Sunshine of the Spotless Mind                      | Michel Gondry                    | 2004 |
| 7   | The Tree of Life                                           | Terrence Malick                  | 2011 |
| 8   | Yi Yi: A One and a Two                                     | Edward Yang                      | 2000 |
| 9   | A Separation                                               | Asghar Farhadi                   | 2011 |
| 10  | Không chốn dung thân                                       | Coen brothers                    | 2007 |
| 11  | Inside Llewyn Davis                                        | Coen brothers                    | 2013 |
| 12  | Zodiac                                                     | David Fincher                    | 2007 |
| 13  | Children of Men                                            | Alfonso Cuarón                   | 2006 |
| 14  | The Act of Killing                                         | Joshua Oppenheimer               | 2012 |
| 15  | 4 Months, 3 Weeks and 2 Days                               | Cristian Mungiu                  | 2007 |
| 16  | Holy Motors                                                | Leos Carax                       | 2012 |
| 17  | Pan's Labyrinth                                            | Guillermo del Toro               | 2006 |
| 18  | The White Ribbon                                           | Michael Haneke                   | 2009 |
| 19  | Mad Max: Fury Road                                         | George Miller                    | 2015 |
| 20  | Synecdoche, New York                                       | Charlie Kaufman                  | 2008 |
| 21  | The Grand Budapest Hotel                                   | Wes Anderson                     | 2014 |
| 22  | Lạc lối ở Tokyo                                            | Sofia Coppola                    | 2003 |
| 23  | Caché                                                      | Michael Haneke                   | 2005 |
| 24  | The Master                                                 | Paul Thomas Anderson             | 2012 |
| 25  | Memento                                                    | Christopher Nolan                | 2001 |
| 26  | 25th Hour                                                  | Spike Lee                        | 2002 |
| 27  | The Social Network                                         | David Fincher                    | 2010 |
| 28  | Talk to Her                                                | Pedro Almodóvar                  | 2002 |
| 29  | WALL·E                                                     | Andrew Stanton                   | 2008 |
| 30  | Oldboy                                                     | Park Chan-wook                   | 2003 |
| 31  | Margaret                                                   | Kenneth Lonergan                 | 2011 |
| 32  | Cuộc sống của những người khác                             | Florian Henckel von Donnersmarck | 2006 |
| 33  | Hiệp sĩ bóng đêm                                           | Christopher Nolan                | 2008 |
| 34  | Son of Saul                                                | László Nemes                     | 2015 |
| 35  | Crouching Tiger, Hidden Dragon                             | Ang Lee                          | 2000 |
| 36  | Timbuktu                                                   | Abderrahmane Sissako             | 2014 |
| 37  | Lung Bunmi Raluek Chat                                     | Apichatpong Weerasethakul        | 2010 |
| 38  | Thành phố của Chúa                                         | Fernando Meirelles và Kátia Lund | 2002 |
| 39  | The New World                                              | Terrence Malick                  | 2005 |
| 40  | Brokeback Mountain                                         | Ang Lee                          | 2005 |
| 41  | Những mảnh ghép cảm xúc                                    | Pete Docter                      | 2015 |
| 42  | Amour                                                      | Michael Haneke                   | 2012 |
| 43  | Melancholia                                                | Lars von Trier                   | 2011 |
| 44  | 12 năm nô lệ                                               | Steve McQueen                    | 2013 |
| 45  | La vie d'Adèle                                             | Abdellatif Kechiche              | 2013 |
| 46  | Certified Copy                                             | Abbas Kiarostami                 | 2010 |
| 47  | Leviathan                                                  | Andrey Zvyagintsev               | 2014 |
| 48  | Brooklyn                                                   | John Crowley                     | 2015 |
| 49  | Goodbye to Language                                        | Jean-Luc Godard                  | 2014 |
| 50  | The Assassin                                               | Hou Hsiao-hsien                  | 2015 |
| 51  | Inception                                                  | Christopher Nolan                | 2010 |
| 52  | Tropical Malady                                            | Apichatpong Weerasethakul        | 2004 |
| 53  | Moulin Rouge!                                              | Baz Luhrmann                     | 2001 |
| 54  | Once Upon a Time in Anatolia                               | Nuri Bilge Ceylan                | 2011 |
| 55  | Ida                                                        | Paweł Pawlikowski                | 2013 |
| 56  | Werckmeister Harmonies                                     | Béla Tarr và Ágnes Hranitzky     | 2000 |
| 57  | Zero Dark Thirty                                           | Kathryn Bigelow                  | 2012 |
| 58  | Moolaadé                                                   | Ousmane Sembène                  | 2004 |
| 59  | A History of Violence                                      | David Cronenberg                 | 2005 |
| 60  | Syndromes and a Century                                    | Apichatpong Weerasethakul        | 2006 |
| 61  | Under the Skin                                             | Jonathan Glazer                  | 2013 |
| 62  | Inglourious Basterds                                       | Quentin Tarantino                | 2009 |
| 63  | The Turin Horse                                            | Béla Tarr và Ágnes Hranitzky     | 2011 |
| 64  | The Great Beauty                                           | Paolo Sorrentino                 | 2013 |
| 65  | Fish Tank                                                  | Andrea Arnold                    | 2009 |
| 66  | Xuân, hạ, thu, đông rồi lại xuân                           | Kim Ki-duk                       | 2003 |
| 67  | The Hurt Locker                                            | Kathryn Bigelow                  | 2008 |
| 68  | The Royal Tenenbaums                                       | Wes Anderson                     | 2001 |
| 69  | Carol                                                      | Todd Haynes                      | 2015 |
| 70  | Stories We Tell                                            | Sarah Polley                     | 2012 |
| 71  | Tabu                                                       | Miguel Gomes                     | 2012 |
| 72  | Only Lovers Left Alive                                     | Jim Jarmusch                     | 2013 |
| 73  | Before Sunset                                              | Richard Linklater                | 2004 |
| 74  | Spring Breakers                                            | Harmony Korine                   | 2012 |
| 75  | Inherent Vice                                              | Paul Thomas Anderson             | 2014 |
| 76  | Dogville                                                   | Lars von Trier                   | 2003 |
| 77  | The Diving Bell and the Butterfly                          | Julian Schnabel                  | 2007 |
| 78  | Sói già phố Wall                                           | Martin Scorsese                  | 2013 |
| 79  | Almost Famous                                              | Cameron Crowe                    | 2000 |
| 80  | The Return                                                 | Andrey Zvyagintsev               | 2003 |
| 81  | Shame                                                      | Steve McQueen                    | 2011 |
| 82  | A Serious Man                                              | Coen brothers                    | 2009 |
| 83  | Artificial Intelligence: A.I.                              | Steven Spielberg                 | 2001 |
| 84  | Her                                                        | Spike Jonze                      | 2013 |
| 85  | A Prophet                                                  | Jacques Audiard                  | 2009 |
| 86  | Far From Heaven                                            | Todd Haynes                      | 2002 |
| 87  | Cuộc đời tuyệt vời của Amélie Poulain                      | Jean-Pierre Jeunet               | 2001 |
| 88  | Spotlight                                                  | Tom McCarthy                     | 2015 |
| 89  | The Headless Woman                                         | Lucrecia Martel                  | 2008 |
| 90  | Nghệ sĩ dương cầm                                          | Roman Polanski                   | 2002 |
| 91  | The Secret in Their Eyes                                   | Juan José Campanella             | 2009 |
| 92  | The Assassination of Jesse James by the Coward Robert Ford | Andrew Dominik                   | 2007 |
| 93  | Chuột đầu bếp                                              | Brad Bird                        | 2007 |
| 94  | Let the Right One In                                       | Tomas Alfredson                  | 2008 |
| 95  | Vương quốc trăng lên                                       | Wes Anderson                     | 2012 |
| 96  | Finding Nemo                                               | Andrew Stanton                   | 2003 |
| 97  | White Material                                             | Claire Denis                     | 2009 |
| 98  | Ten                                                        | Abbas Kiarostami                 | 2002 |
| 99  | The Gleaners and I                                         | Agnès Varda                      | 2000 |
| 100 | Carlos                                                     | Olivier Assayas                  | 2010 |
| 100 | Requiem for a Dream                                        | Darren Aronofsky                 | 2000 |
| 100 | Toni Erdmann                                               | Maren Ade                        | 2016 |